# 达里奥·孔卡
达里奥·孔卡（西班牙語：Darío Leonardo Conca，1983年5月11日—）是阿根廷前足球运动员，司职进攻中场，曾效力于中国足球超级联赛球队广州恒大和上海上港。

## 俱乐部生涯
1999年，年仅15岁的孔卡在家乡球队阿根廷足球乙级联赛球队堤格雷开始职业生涯，并在一年后被阿根廷豪门河床购入。2002年，在青年队锻炼两年后，孔卡进入河床的一线队名单。2003年11月23日，在和查卡瑞塔青年的联赛中，孔卡首次代表河床出场。
之后孔卡一直被球队外借。2004年，孔卡被租借到智利球队天主教大学，在这里他收获了职业生涯的第一个锦标——2005年智利足球甲级联赛秋季联赛冠军。2006年，他再次被球队外借至阿根廷球队罗萨里奥中央，他的精彩表现也让他赢得巴西球队瓦斯科达伽马的注意。2007年1月5日，瓦斯科达伽马宣布租借孔卡一年。他在巴甲联赛中延续良好的状态，2008年，他被租借至另一支巴西球队弗鲁米嫩塞。他成为球队主教练雷纳托·戈乔战术体系中的重要棋子，特别是在2008年南美解放者杯中表现出色，帮助球队最终夺得亚军。2009年，弗鲁米嫩塞正式和孔卡签约3年 。这一年孔卡在巴西足球协会和巴西环球电视台组织的评选中被球迷投票为巴西联赛最佳球员，但在官方评选中输给了迭戈·索萨。2010年，孔卡率领球队夺得巴甲联赛冠军，而他本人也收获了联赛最佳球员、助攻王、最佳中场、最佳左中场等奖项。
2011年7月2日，中国足球超级联赛球队广州恒大正式宣布以1000万美元的身价购入孔卡，打破了之前由克莱奥保持的320万欧元的中国足球转会纪录。孔卡和球队签订了2年半（另外还有一年的优先签约权）的合同。他也成为历史上第一名效力于广州队的阿根廷球员。7月14日，他在广州恒大主场5比0击败南昌衡源的联赛中替补克莱奥出场，首次在中国赛场亮相，并在85分钟打进加盟球队的首个正式比赛进球。在2011赛季下半段，他为广州队出场15次，打进9球，帮助广州恒大提前四轮夺得俱乐部历史上首个中超联赛冠军。孔卡在中国的第一个赛季就征服了广州球迷和媒体，并得到“天体之王”的称号。
2012年2月25日，孔卡在2012年中国足球协会超级杯的比赛中首发出场，帮助广州恒大2比1击败2011年中国足协杯冠军天津泰达获得冠军。3月7日，他在2012年亚足联冠军联赛小组赛第一轮中打进两球，帮助广州恒大客场5比1击败K联赛冠军全北现代汽车。孔卡在3月份和4月份的比赛中表现出色，在中超联赛前八轮射进5球，在亚冠联赛小组赛前四轮射进3球，帮助广州队暂列国内联赛和亚冠联赛小组赛的第一位。5月1日，广州恒大在亚冠小组赛第五轮主场迎战全北现代汽车，只要赢下这场比赛，广州队将提前一轮获得小组出线权。孔卡在比赛第10分钟将队友张琳芃创造的点球罚进，但是他却在下半场第60分钟却被替换下场，最终广州恒大在伤停补时阶段被全北队前锋李同国连进两球，最终以1比3不敌对手。 5月3日凌晨，孔卡在他的微博连发两条微博，表达他对教练李章洙换人决定的不满：
葡萄牙語： 
 我不明白为什么总是我被感觉疲惫，被轮休，为什么很久之前生病在上场比赛中就要坐板凳？如果我上场，就证明我身体状况良好，反之如果我的身体状况不好就不会上场。试问，一个身体状态不佳的球员如何罚入那么重要的点球？为什么教练组的计划总是孔卡轮休？？？？ 
5月4日，广州恒大足球俱乐部宣布，由于孔卡擅自公开发表针对教练不当的言论，决定予以孔卡停赛至少九场比赛（包括预备队联赛）以及罚款100万人民币的处罚。 但在5月15日亚洲冠军联赛小组赛最后一轮广州恒大客场挑战武里喃联的出线关键一战中，处于内部禁赛期的孔卡得到首发机会。他在比赛中先是助攻郜林得分，最后又在90分钟射进一个点球，帮助广州恒大2比1击败对手，超越全北现代获得小组出线权。 5月17日，在意大利名帅馬塞洛·里皮接任球队主教练后，孔卡的禁赛处罚被取消。孔卡很快就在里皮的战术中占据核心地位，2012年10月27日，他在联赛第29轮广州恒大主场对阵辽宁宏运的比赛最后时刻助攻郜林射进比赛的制胜球，帮助球队提前一轮卫冕联赛冠军。 11月，他又帮助广州恒大在2012年中国足协杯决赛两回合击败贵州人和，历史上首夺足协杯冠军。他被提名为该赛季中超联赛最佳球员的候选人之一，但最终评选中输给江苏舜天的克里斯蒂安·达纳拉赫。赛季结束后，孔卡被曝光已经清空广州的家,并留下一张“不会回来”的字条给俱乐部主席刘永灼。 但最终孔卡决定留在广州，完成他合同的最后一个赛季。
孔卡在2013赛季再次为恒大获得中超冠军并首次获得亚冠联赛冠军。2013年11月3日，在2013赛季中超联赛最后一轮5比0击败武汉卓尔的比赛中，孔卡在射进第一球后脱掉了身上的球衣露出“无论我身在何方，你们都在我心中”和“感谢”字样的内衣向广州球迷告别。2013年11月17日，弗鲁米嫩塞官方宣布孔卡将在2014年1月回归球队。11月24日，孔卡在2013年中超联赛年度颁奖典礼上获得赛季最佳球员的奖项。 12月7日，虽然广州恒大在2013年中国足协杯决赛两回合2比3不敌贵州人和屈居亚军，不过孔卡还是获得足协杯最佳球员的称号。12月中旬，孔卡参加了所有三场2013年世界俱乐部杯的比赛。他在第一场和非洲冠军阿尔阿赫利取得进球，帮助广州恒大2比0击败对手，获得和欧洲冠军拜仁慕尼黑争夺决赛席位的机会。 在输给拜仁慕尼黑后，孔卡在他代表广州恒大的最后一场正式比赛利用点球破门，不过最终广州2比3不敌南美解放者杯冠军米内罗竞技获得第四名。 孔卡也以2个进球并列成为此届世俱杯的最佳射手。
2014年1月18日，孔卡在2014年里约热内卢州甲级联赛第一轮为弗鲁米嫩塞出场，上演回归球队的首秀，他在比赛中助攻两球，但最终弗鲁米嫩塞以2比3不敌马杜雷拉。
2015年，孔卡再次回归中超加盟上海上港，幫助該球隊勇奪中超亞軍。
2018年9月24，孔卡於社群網站宣布加盟美國足球聯賽的奥斯汀无畏。
2019年4月23日，於巴西《環球體育》專訪影片中孔卡宣布退役，並稱已在從事高爾夫球運動。

## 荣誉
- 智利足球甲级联赛秋季聯賽冠軍：2005
- 巴西足球甲级联赛冠軍：2010
- 巴西足球甲级联赛最佳球员：2010
- 中國足球超級聯賽冠軍：2011、2012、2013
- 中国足协杯：2012
- 中国足球协会超级杯：2012
- 中国足球超级联赛最佳阵容：2012、2013
- 亚足联冠军联赛冠军：2013
- 中国足球超级联赛最佳球员（MVP）：2013
- 中国足协杯最佳球员（MVP）：2013
- 世界俱乐部杯最佳射手：2013*

(*為並列)

## 个人
2007年底，孔卡和他的巴西籍妻子葆拉·阿拉乌茹（Paula Araújo）在里约热内卢的一家夜总会认识。2011年9月，两人在马尔代夫度假时结婚。 2012年3月15日，孔卡和葆拉的儿子本杰明在广州诞生。